# Iphiaulax sjostedti
Iphiaulax sjostedti är en stekelart som beskrevs av Gyöö Viktor Szépligeti 1908. Iphiaulax sjostedti ingår i släktet Iphiaulax och familjen bracksteklar. Utöver nominatformen finns också underarten I. s. nigricoxis.